# 孟弄彝族乡
孟弄彝族乡是中华人民共和国云南省普洱市墨江哈尼族自治县下辖的一个民族乡。

## 行政区划
孟弄彝族乡下辖以下村级行政区划单位：
富东村、胜利村、孟弄村、阿洛村、石龙村、半坡村和丙曼村。